# Tuckermannopsis subalpina
Tuckermannopsis subalpina är en lavart som först beskrevs av Imshaug, och fick sitt nu gällande namn av Kärnefelt. Tuckermannopsis subalpina ingår i släktet Tuckermannopsis och familjen Parmeliaceae.   Inga underarter finns listade i Catalogue of Life.

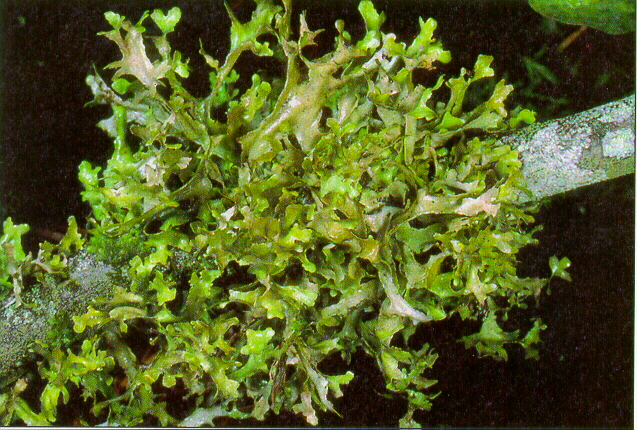